# Paradoxodacna
Paradoxodacna is een monotypisch geslacht van straalvinnige vissen uit de familie van Aziatische glasbaarzen (Ambassidae).

## Soort
- Paradoxodacna piratica Roberts, 1989